# ポツドール
ポツドールは日本の小劇場劇団。主宰者である三浦大輔作・演出の『ブサイク 〜劣等感を抱きしめて！〜』で旗揚げ。映像作品での活動も行っている。

## 概要
ドキュメンタリーの手法を取り入れた『騎士クラブ』（ないとくらぶ、2000年）で注目され、演劇的なものを最大限に排除した「セミドキュメンタリー」と称される手法を展開する。過激な性描写や暴力描写を特徴とする。
リアルな会話劇を徹底的に追求するスタイルから、岡田利規のチェルフィッチュとともに現代口語演劇理論を発展・継承した劇団と位置づけられることが多いが、三浦自身は現代口語演劇理論の提唱者である平田オリザの影響は受けておらず、テレビ番組のリアリティショーからの影響が強いという。

## 沿革
- 1996年、早稲田大学演劇倶楽部の10期生であった三浦大輔が、同倶楽部のメンバーを中心に結成。
- 「ぴあフィルムフェスティバル2003」にて、初の映像作品『はつこい』（2002年/DV/カラー/98分）が審査員特別賞、神戸にて観客賞を受賞。また同作品は「Nippon Connection Japanese Film Festival」（ドイツ）の招待作品にも選ばれる。
- 2004年『激情』が日本インターネット演劇大賞最優秀演劇公演賞を受賞し、「劇団演技者。」(フジテレビ系)でドラマ化される。また同年「ANIMAL」で初の大阪公演を行う。
- 2006年『愛の渦』で三浦大輔が第50回岸田國士戯曲賞を受賞。
- 2006年、ペヤンヌマキが脚本・演出を担当する番外公演「女シリーズ」が始まる。
- 2007年8月19日 公式サイトにて安藤玉恵の退団を発表。自身は女優活動を継続するとされている。

## 公演リスト
- 第1回公演『ブサイク〜劣等感を抱きしめて！〜』1996年12月14日-15日、早稲田銅鑼魔館
- 第2回公演『ウラミマス〜アナタは動物〜』1997年6月6日-9日、早稲田銅鑼魔館
- 第3回公演『しあわせ花〜不幸なアナタへ〜』1998年2月13日-16日、高円寺明石スタジオ
- 第4回公演『妻ぜめ〜welcome to the［dokata]world〜』1999年10月1日-4日、早稲田どらま館
- 第5回公演『騎士クラブ〜涙のピンク映画撮影会〜』2000年7月14日-17日、大塚ジェルスホール
- 第6回公演『身体検査〜恥ずかしいけど、知ってほしい〜』2001年2月16日-2月21日、王子小劇場
- 第7回公演『メイク・ラブ〜ラブホテル完全生中継！〜』2001年7月18日-7月22日、王子小劇場
- 第8回公演『騎士クラブ〜夢ならこのままさめないで〜』（再演）2002年2月8日-2月17日、王子小劇場
- 第9回公演『熱帯ビデオ〜燃えてメイキング！！〜』2002年5月22日-5月27日、下北沢駅前劇場
- 第10回公演『男の夢』2002年11月13日-11月18日、下北沢駅前劇場
- 第11回公演『激情』2004年6月23日-6月29日、下北沢駅前劇場
- 第12回公演『ANIMAL』
  - 2004年10月8日-11日、三鷹市芸術文化センター星のホール
  - 2004年10月15日-17日、in→dependent theatre 2nd
- 第13回公演『愛の渦』2005年4月20日-27日、新宿THEATER/TOPS
- 第14回公演『夢の城』2006年3月2日-12日、新宿THEATER/TOPS
- 女シリーズvol.1（第14.5回公演）『女のみち』2006年7月5日-10日、新宿THEATER/TOPS
- 第15回公演『恋の渦』2006年11月29日-12月10日、新宿THEATER/TOPS
- 第16回公演『激情』（再演）2007年3月4日-11日、本多劇場
- ポツドール＋三鷹市芸術文化センタープレゼンツ〜太宰治作品をモチーフにした演劇第4回〜『人間♥失格』2007年7月6日-16日、三鷹市芸術文化センター星のホール
- 女シリーズvol.2『女の果て』2007年12月5日-9日、赤坂RED THEATER
- 第17回公演『顔よ』2008年4月4日 - 13日、本多劇場
- 第18回公演『愛の渦』（再演）2009年2月19日-3月15日、新宿THEATER/TOPS
- 第19回公演『おしまいのとき』2011年９月８日-9月25日、ザ・スズナリ
- 『夢の城-Castle of Dreams』
  - 2012年10月25日-10月28日、元・立誠小学校講堂
  - 2012年11月15日-11月25日、東京芸術劇場 シアターウエスト

## 所属俳優
- 三浦大輔（主宰・脚本・演出）
- 米村亮太朗
- 安藤玉恵（2007年 退団）